# Шкіряні гармати

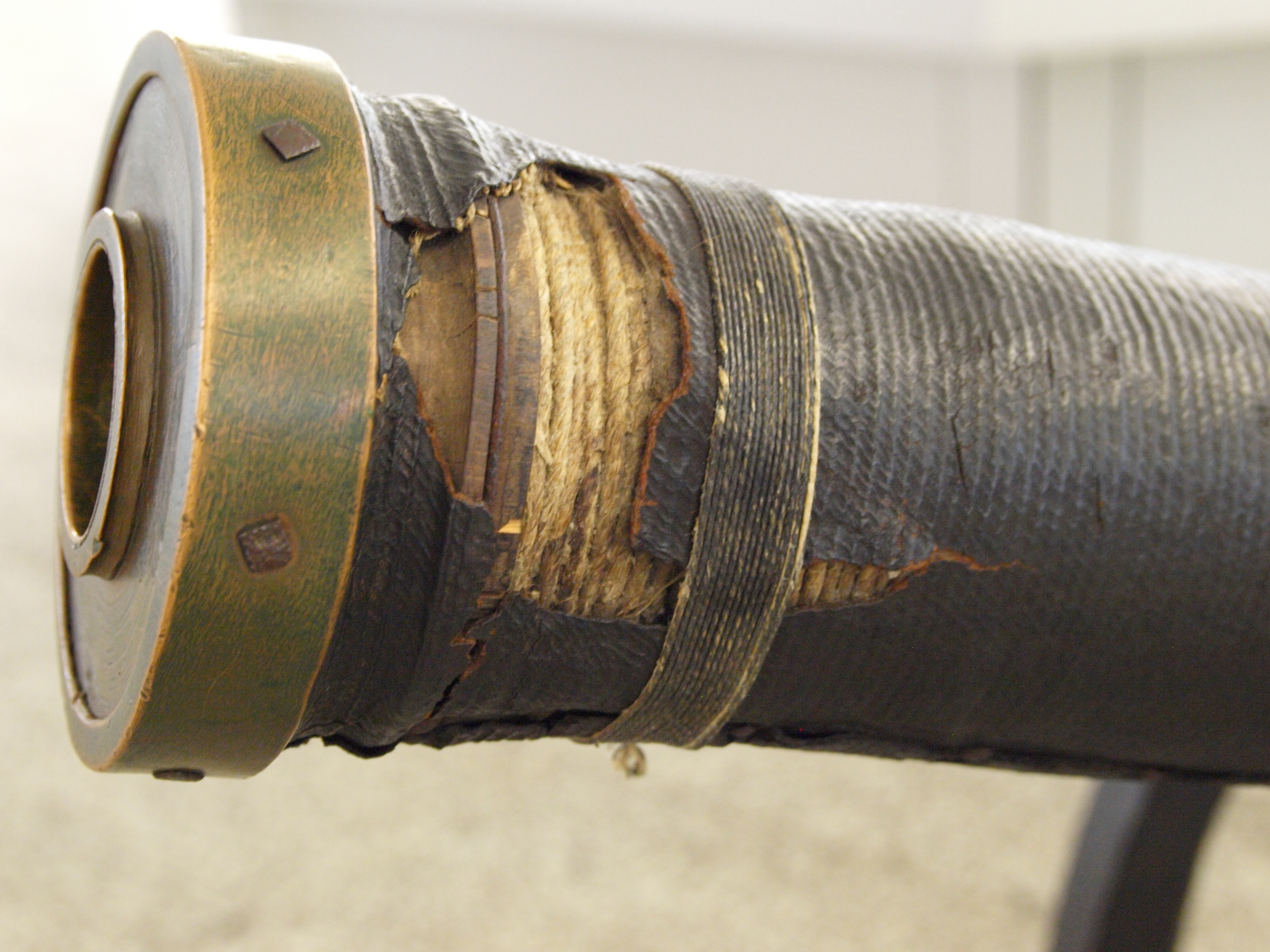
Ствол шкіряної гармати в колекції німецького національного музею

Шкіряні гармати (швед. läderkanoner) — легкі гармати, винайдені в XVII столітті в Швеції для використання в польових умовах.
У XV—XVI століттях гармати використовувалися головним чином при облозі фортець і як фортечна артилерія. Застосовані в 1494 році французами під час італійського походу гармати, які пересувались за допомогою коней, вважалися чимось незвичайним. Лише в XVII ст. голландці і шведи заклали основу справжньої польової артилерії.
Шведський король Густав II Адольф, який брав активну участь у Тридцятилітній війні, прагнув зменшити вагу гармат і зробити їх більш рухливими. З цією метою у шведській армії були введені так звані «шкіряні гармати», винайдені в 1627 році німецьким полковником Мельхіором фон Вурмбрандтом. Вони складалися з тонкого мідного ствола товщиною 1/8 калібру і були укріплені залізними обручами. Крім того, їх перемотували мотузками, які закріплювались своєрідним клеєм, і стягували шкірою. Вага ствола становила всього 74 кг. Виготовлялися такі гармати на Юлітському гарматному заводі в Зюдерманландії.
В ході польської війни Густава Адольфа ці гармати показали себе не з кращого боку, так як занадто сильно перегрівалися при стрільбі, а іноді розривалися. У зв'язку з цим вони були замінені 3-фунтовими легкими гарматами з ливарного чавуну і гарматного металу, які були виготовлені шведським артилерійським полковником Гансом фон Сігерутом.